# CNEPS Excellence
Der Centre National d’Education Populaire et Sportive de Thiès, kurz CNEPS Excellence, ist ein senegalesischer Fußballverein mit Sitz in Thiès. Der im Jahr 1999 gegründete Verein spielt seit der Saison 2019/20 in der Senegal Premier League.

## Stadion
Der Verein trägt seine Heimspiele im Stade Maniang Soumaré in Thiès aus. Das Stadion hat ein Fassungsvermögen von 1000 Personen.